# Juan Manuel Camacho Bertrán
Juan Manuel Camacho Bertrán nació el 25 de noviembre en la ciudad de Pachuca, Estado de Hidalgo, México. En su ciudad natal fue donde cursó sus estudios de educación básica y de bachillerato, así como de licenciatura en Derecho en la Universidad Autónoma de Hidalgo. Ex-Rector de la Universidad Autónoma del Estado de Hidalgo
El 23 de octubre de 2008. Juan Manuel Camacho Bertrán rindió protesta como Presidente de la Fundación Hidalguense

## Rector de la Universidad Autónoma del Estado de Hidalgo
El H. Consejo Universitario eligió  al Lic. Juan Manuel Camacho Bertrán como rector, quien puso a consideración de dicho consejo el Plan Institucional de Calidad Universitaria, PICU, el 6 de septiembre de 2002. En este enfatizó los valores, las políticas, e impulsó la construcción del Programa Integral de Fortalecimiento Institucional (PIFI).
Este proceso permitió a la UAEH, actualizar anualmente los planes de desarrollo sostenido de las Dependencias de Educación Superior (DES), de sus campus, y de las escuelas preparatorias dependientes n.º 1, 2, 3, 4. En este mismo proceso el Programa de Fortalecimiento del Postgrado (PIFOP) permitió alcanzar los niveles de calidad deseables para el Padrón Nacional de Postgrado (PNP), en el marco del Programa Nacional de Educación 2001-2006 y en apego al impulso de la SEP en el sentido de procurar la calidad en la educación superior.